# Karkoszów
Karkoszów – wieś w Polsce położona w województwie lubuskim, w powiecie sulęcińskim, w gminie Krzeszyce.
W latach 1975–1998 miejscowość administracyjnie należała do województwa gorzowskiego.